# Premier cycle universitaire
Le premier cycle universitaire est le premier des trois cycles universitaires. Période commune à la plupart des systèmes d'éducation, elle correspond, suivant les pays, aux deux, trois ou quatre premières années d'études universitaires qui suivent la fin des études secondaires.
Dans le système universitaire anglo-saxon, le cycle undergraduate (prégradué) désigne, par opposition à postgraduate (postgrade), le cycle d'études supérieures jusqu'à l'obtention d'un premier grade. Ce cycle dure de trois à quatre ans selon les pays.
Le grade sanctionnant ce premier cycle est appelé selon les pays baccalauréat, bachelier, licence ou bachelor (en anglais : baccalaureate ou bachelor’s degree, bachelor ou encore simplement degree). C'est un cycle de formation fondamentale et d'orientation qui comporte des enseignements pluridisciplinaires, incluant souvent des périodes d'orientation dont la durée varie selon les pays et les universités. La spécialisation dans un domaine se fait quant à elle durant le deuxième cycle universitaire.

## Grade universitaire
| Doctorat/PhD (3)                             |
| Master/Maîtrise (2)                          |
|                                              |
| Licence/Bachelor /Bachelier/Baccalauréat (3) |
|                                              |
| Système de Grade BMD                         |

La licence (du latin licentia docendi : autorisation d'enseigner), le bachelier ou le baccalauréat universitaire sont un grade ou un diplôme de l'enseignement supérieur correspondant à différents niveaux suivant les pays. Sauf quelques exceptions, comme Licentiate in Dental Surgery (LDS), le titre n'existe pas dans les pays de tradition universitaire anglo-saxonne, mais dans ce cas-là il équivaut au baccalauréat universitaire. La licence est soit un diplôme de premier cycle accessible dès la fin des études secondaires (Brésil, Canada, France, Pologne, Portugal (après Bologne)), soit un diplôme de deuxième cycle (Belgique, Espagne, Finlande, Norvège, Portugal (avant Bologne), Suède, Suisse), voire de troisième cycle comme en Danemark. En France, il s'agit du Diplôme national de licence (DNL).
Présent depuis de nombreuses années dans les pays anglo-saxons, il a été introduit dans toute l'Europe par la réforme Bachelier-Master-Doctorat, avec une terminologie spécifique en France et au Portugal, où les noms de licence et licenciado ont été choisis.

## Amérique
Selon la tradition anglo-saxonne, le titulaire d'un Bachelor peut inscrire l'abréviation de son diplôme après son nom. Cette pratique est notamment d'usage sur les cartes de visite dans certaines entreprises. Par exemple, « Jack Smith BA, MCP » est titulaire d'un Bachelor of arts ainsi que d'une maîtrise en urbanisme (Master of City Planning). Étant donné la multitude de Bachelors dans le monde, les abréviations sont tout aussi nombreuses.
Au niveau du Bachelor, en voici parmi les plus courantes :
- BA, AB — Bachelor of Arts (Artium Baccalaureus) ;
- BAA, BBA - Bachelor of Business Administration ;
- BAV, Bachelor en arts visuels ;
- BS, BSc, SB, ScB — Bachelor of Science (Scientiæ Baccalaureus) ;
- BArch — Bachelor en architecture ;
- BFA — Bachelor of Fine Arts ;
- BEd, BSE — Bachelor en éducation ;
- LLB, LLL, BCL — Bachelor of Laws (common et/ou civil) ; Bachelor of Civil Law
- BN, BNurs — Bachelor en sciences infirmières ;
- MB BChir, BM BChir — Bachelors of Medicine and Surgery ;
- BM, BMus — Bachelor en musique ;
- BDes — Bachelor en design ;
- BEng — Bachelor en génie ;
- B.Ing. - Bachelor en ingénierie ;
- Bachelor of Social Science
- Bachelor of Science in Information Technology
- BTh, BD — Bachelor of Divinity ;
- BPharm — Bachelor en pharmacie.

Certaines écoles peuvent choisir de créer de nouveaux diplômes pour accommoder de nouveaux programmes. Elles peuvent également les inclure dans un diplôme déjà existant ou amender l'abréviation. Par exemple, un Bachelor ès sciences spécialisé en psychologie pourrait s'abréger BSc(Psych).

### Argentine
Le diplôme de técnico universitario atteste d’une formation pratique et permettant d’exercer certaines professions. Le premier cycle y dure en moyenne 6 ans et mène à la licenciatura et aux titres professionnels (avocat, architecte, ingénieur, médecin…). Le diplôme donne le titre de professeur, licenciado ou équivalent.

### Brésil
Le niveau graduação dure de quatre à cinq ans, pas toujours à temps complet car les étudiants réalisent fréquemment un travail et/ou un stage en parallèle. À ce niveau, il existe deux types de modalité :
- le bacharelado : quatre à cinq ans d’études. Ce diplôme sanctionne une profession (ingénieur, pharmacien, etc.) et ne prépare pas à la carrière d’enseignant ;
- la licenciatura : sanctionne trois à quatre ans d’études et permet d’enseigner au collège et au lycée ou d’être adjoint d’enseignement dans le supérieur[2].

### Canada
L'ensemble des universités canadiennes utilisent les termes baccalauréat en français, ou bachelor en anglais.
Le terme « licence » n'est pratiquement pas utilisé, si ce n'est la « licence en droit » de l'Université d'Ottawa.
Au Canada, sauf au Québec, la plupart des baccalauréats sont décernés après un programme de quatre années d'études universitaires, comme aux États-Unis. Mais il existe dans certaines provinces des baccalauréats de trois ans. La réussite de trois certificats consécutifs ou d'une mineure et d'une majeure donnent aussi accès au baccalauréat.
Le premier cycle universitaire canadien comprend plusieurs diplômes dont principalement le bachelor. Normalement, comme aux États-Unis, un étudiant canadien doit obtenir entre 120 et 150 crédits universitaires pour accéder au titre de bachelier, sauf dans les universités francophones du Québec où il faut généralement entre 90 et 120 crédits, puisqu’ils ont fait une année préuniversitaire de plus au collège.
Dans la plupart des provinces dont le Québec, il existe aussi des certificats de 30 crédits qui équivalent à une année d’étude, qui peuvent à certaines conditions être cumulés.

#### Québec
Au Québec, une formation pré-universitaire de deux années au niveau collégial mène aux études universitaires qui ont une durée de trois ou quatre ans, selon le programme. Par exemple, le baccalauréat en psychologie est accordé après trois ans, alors que pour les études spécialisées — en génie, en éducation et en pharmacie — la durée est de quatre ans. La charge de travail, au premier cycle, pour un étudiant à temps plein est de cinq cours de trois crédits par semaine, soit un total de quinze heures de cours. Il s'effectue en trois ans pour les programmes de 90 crédits et en quatre ans pour les programmes spécialisés de 120 crédits (génie, enseignement et pratique sage-femme), à l'université après la formation pré-universitaire ou technique au collégial. En parallèle, chaque heure de cours demande environ deux heures de travail personnel à faire en dehors des cours.
Ce diplôme se classe au niveau 6 de la Classification internationale type de l'éducation 2011 (CITÉ 2011) et au niveau 5A de la CITÉ 1997.
Historiquement, il existait, de 1879 à 1969, au Canada français, et principalement au Québec, un baccalauréat ès arts qui était la sanction du cours classique. Il fut remplacé par le Diplôme d’études collégiales.

### États-Unis
Bachelor Degree en anglais, appelé plus spécifiquement Bachelor of Arts (Baccalauréat en arts ou baccalauréat ès arts en français) ou Bachelor of Science (Baccalauréat en sciences en français) selon le programme suivi, est un diplôme universitaire équivalent, en France, à une licence. Le système américain est très similaire au système écossais avec quatre années d'études supérieures. Les deux premières années permettent l'étude d'un large ensemble de disciplines alors que les deux dernières années se concentrent sur un domaine beaucoup plus spécialisé (généralement une matière majeure et une mineure).

### Guatemala
Au Guatemala, le premier cycle comprend l'Intermedio en 2 ans et la Licenciatura en 4 ans[source insuffisante].

### Haïti
En Haïti, le premier cycle universitaire dure 4 ans, celui-ci est représenté par un Diplôme ou un Certificat de fin d’études du premier cycle universitaire selon l’établissement.[réf. nécessaire]

### Honduras
Au Honduras, le Carrera corta est un diplôme de premier cycle en 2 ans[source insuffisante].

### Nicaragua
Au Nicaragua, la Licenciatura est un diplôme de premier cycle en 5 ans[source insuffisante].

### Panama
Au Panama, la Licenciatura est un diplôme de premier cycle en 2 ans[source insuffisante].

### Salvador
Au Salvador, plusieurs diplômes de premier cycle coexistent : le Técnico en 2 ans et le Profesorado en 3 ans après des études secondaires[source insuffisante].

## Afrique
En Afrique francophone, le premier cycle universitaire est composé de la licence.

## Asie

### Chine
Le premier cycle qui recouvre les formations courtes et professionnalisantes en deux ou trois ans (大专 Dazhuan) et les formations générales de licence en quatre ou cinq ans (本科 Benke).

### Corée du Sud
Le diplôme de Haksa se déroule en quatre ans.

### Inde
Les cursus suivent le modèle anglo-saxon, il existe différentes durées de Bachelor's degree, B.A en trois ans pour les Lettres et sciences humaines et sociales, B.Sc en trois ans pour les sciences, B.Ed en trois ans pour l'enseignement, B.Tech ou B.Eng en quatre ans pour les sciences de l'ingénieur (qui sont équivalents).

### Taïwan
Le diplôme du premier cycle se déroule dans différents domaines et instituts qui sont assez variés puisque des étudiants étrangers peuvent avoir accès à 5 types d’établissements différents[réf. nécessaire].

## Europe
Le processus de Bologne a donné lieu, dans le cadre de la réforme bachelier-master-doctorat à la création du Cadre européen des certifications (European Qualifications Framework) qui permet une équivalence entre les diplômes des pays de l'Union européenne.
Le processus de Bologne prévoit qualification de cycle court, de 90 à 120 ECTS, qui peut être distinct ou intégré à un diplôme de premier cycle, de 180 à 240 ECTS.

### Allemagne
Avant le processus de Bologne le premier cycle universitaire correspondait en Allemagne au Vordiplom. De nos jours il comprend le diplôme de Bachelor très similaire au système anglo-saxon.

### Autriche
Le bakkalaureus désigne un ancien grade, et un nouveau grade introduit en 2002.

### Belgique
En Belgique, le terme bachelier (parfois erronément nommé baccalauréat), souvent abrégé en bac, désigne les grade et diplôme sanctionnant le premier cycle des études supérieures de trois ans, à la suite du processus de Bologne. Un bachelier est dit professionnalisant s'il provient d'une formation en haute école de type court, ou de transition s'il est issu d'une formation en haute école de type long, d'une université ou d'une école supérieure des arts, préparant au second cycle, le master.
En Belgique, la licence est un ancien diplôme de l'enseignement supérieur de deuxième cycle. La licence prenait place dans une formation de quatre années : deux années de candidature suivies par deux années de licence proprement dite. Candidature et licence furent remplacées en 2008 dans le cadre du processus de Bologne : la candidature par le bachelier (bachelor en Communauté flamande) et la licence par le master.
Dans un but d'harmonisation et d'internationalisation, les universités belges francophones sont tenues de délivrer, sur simple demande, un document établissant la correspondance entre la licence et le master. Ce document officiel stipule que les capacités de poursuite d'études et d'accès professionnels des licenciés sont équivalentes à celles des masters à 120 crédits ECTS.

### Danemark
Le licentiatgrad au Danemark est un ancien grade universitaire qui de 1955 à 1988 correspondait à la réalisation d'un travail de recherche équivalent à celui nécessaire pour obtenir un Ph.D. dans la tradition allemande puis anglo-saxonne. Il a été depuis remplacé par le Ph.D.-grad et est considéré comme un lavere doktorgrade "petit doctorat", par opposition aux hoyere doktorgrade, "haut doctorat", comme le doktorgraden i naturvidenskab.

### Espagne
Avant le processus de Bologne, la diplomatura s'obtient après 3 années d'études supérieures et la licenciatura après 5 années d'études supérieures. Celle-ci donnait le grade de licenciado en .... Le diplômé peut alors poursuivre ses études vers le doctorat (doctorado).
Après le processus de Bologne le diplôme de premier cycle est appelé grado, il dure 4 ans en général, 5 ans dans les disciplines médicales et 6 ans dans les écoles polytechniques.

### Finlande
Les universités finlandaises délivrent des diplômes conformes au schéma européen. Le premier cycle conduit à l’obtention de la licence : kandidaattitutkinto, kandidatexamen.
Il ne faut pas les confondre avec un diplôme intermédiaire du doctorat nommé : lisensiaattitutkinto, licentiatexamen.

### France
En France, le diplôme équivalent est la « licence ». La réforme européenne BMD du processus de Bologne s'appelle d'ailleurs LMD en France. Ce diplôme est délivré par une université, confère le grade de licence et permet d'accéder au diplôme de master. Le « baccalauréat » est lui un diplôme sanctionnant la fin des études secondaires.
Il existe aussi des « bachelor » dans certains établissements d’enseignement supérieur (principalement privés), la plupart au coût très élevé (contrairement à la licence) et non reconnus par le ministère de l'Enseignement supérieur et de la Recherche. La licence est à la fois un diplôme national et un grade de l'enseignement en France. Il s'agit d'une formation de premier cycle. Depuis la réforme LMD, la licence correspond généralement à trois années d'études (L1, L2 et L3) après le baccalauréat français, et elle vaut 180 crédits dans le système (ECTS).

### Irlande
Le système irlandais est proche du système écossais[évasif].

### Italie
Le système universitaire, après le Processus de Bologne, était séparé en Laurea Triennale (trois ans, équivalent au bac+3) et Laurea Specialistica (deux ans, équivalent au bac+5).
Actuellement, le premier cycle dure 3 ans (180 crédits ECTS), et la licence n'est obtenue qu'après la rédaction d'un mémoire et la présentation de son contenu devant un jury de professeurs.
La remise de la licence, avec la déclaration des notes, suit la soutenance.

### Pays-Bas
Le VWO-diploma est obtenu après six ans d'enseignement au VWO (Voorbereidend Wetenschappelijk Onderwijs). Ce diplôme permet de suivre des études universitaires. Il existe deux types de VWO : atheneum et gymnasium. Le gymnasium est considéré comme étant plus exigeant, car, en plus des nombreuses autres matières, le latin ou le grec ancien font partie du programme obligatoire.

### Pologne
La Pologne est désormais intégrée au processus de Bologne : les diplômes obéissent au schéma LMD, depuis la loi de 2005. Le diplôme de premier cycle est la licencjat, créée en 1992 et développée à partir de 1997. Elle se déroule en 3 ans et n'est pas délivrée dans certaines disciplines : médecine, pharmacie, odontologie, études vétérinaires, psychologie et droit, qui visent uniquement le magister.

### Portugal

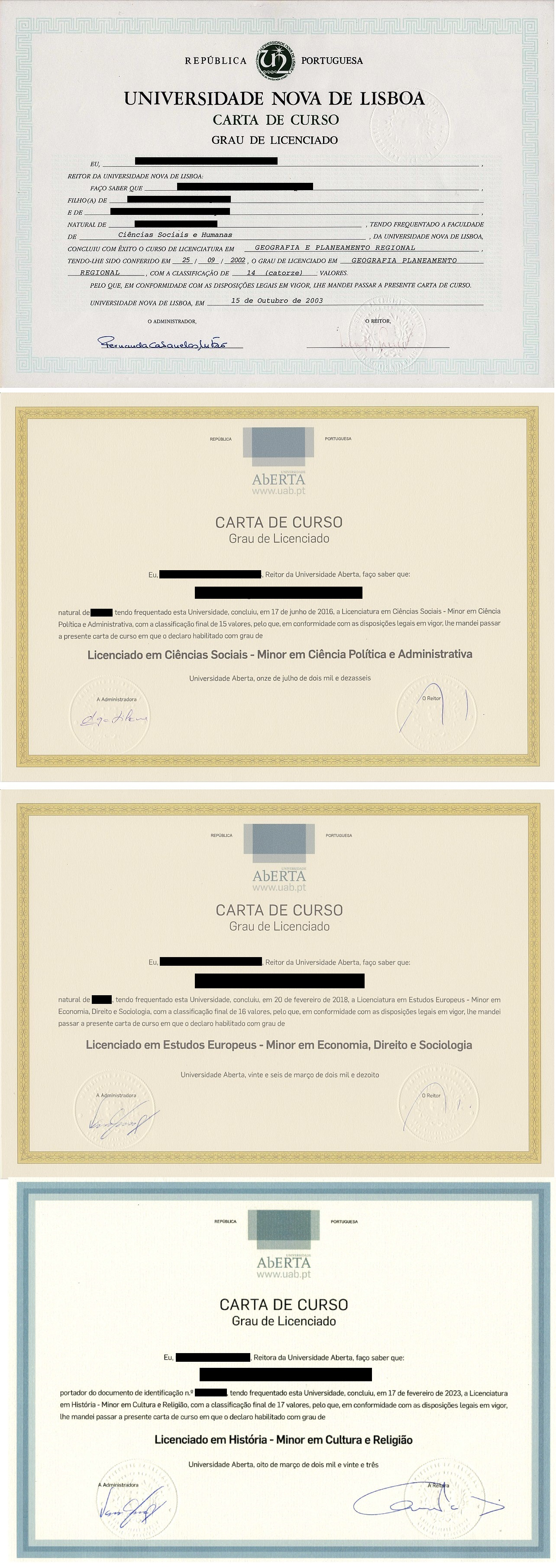
Licence au Portugal

La licenciatura donne le grade de licenciado. Elle est délivrée par les établissements universitaires et polytechniques, le processus de Bologne ayant diminué radicalement la durée de ces études. On parle donc de « licence pré-Bologne » qui demandait généralement 4 ou 5 années jusqu'à 2006 et de « licence post-Bologne » qui ne demande que 3 ou 4 années depuis. Le diplômé peut poursuivre ses études vers une maîtrise (mestrado) ou un doctorat (doutoramento).

### Royaume-Uni
En Angleterre, au Pays de Galles et en Irlande du Nord, le premier cycle dure 3 ans jusqu'à l'obtention d'un bachelor ou 4 ans jusqu'à l'obtention d'un master. Les grades sont : Bachelor of Arts (BA), Bachelor of Science (BSc), Bachelor of Education (BEd), Bachelor of Engineering (BE), Bachelor of Laws (LLB), Master of Engineering (MEng), Master of Physics (MPhy), Master of Mathematics (MMath), etc. (à ne pas confondre avec le Master of science (MSc), diplôme du cycle postgraduate)
Les grades peuvent être ordinaire (ordinary degree) ou avec distinctions (honours degrees), les grades avec distinctions étant plus difficiles et avec plus de cours. Ils sont signalés par l'ajout de (Hons) après le diminutif du diplôme ; ex. : BSc (Hons). Les mentions associées à ces grades sont : première classe (First-class, abréviation : 1st), deuxième classe supérieure (Upper Second, abréviation : 2.1), deuxième classe inférieure (Lower Second, abréviation : 2.2), troisième classe (Third Class, abréviation : 3rd). Combined honors degree désigne le fait d'étudier deux sujets, un sujet majeur et un sujet mineur ; joint honors degree désigne le fait d'étudier deux sujets à parts égales.
À la différence des systèmes américains et écossais, l'étudiant doit choisir dès la première année universitaire une spécialité alors qu'aux États-Unis ou en Écosse le choix est beaucoup plus vaste durant les deux premières années du cycle de quatre ans. En Angleterre et au Pays de Galles, le baccalauréat se fait en trois ou quatre ans.
Selon la tradition anglo-saxonne, le titulaire d'un Bachelor peut inscrire l'abréviation de son diplôme après son nom. Cette pratique est notamment d'usage sur les cartes de visite dans certaines entreprises.

#### Écosse
En Écosse, le premier cycle d'études supérieures conduisant au baccalauréat dure trois ans dans le cas d'un ordinary degree et quatre ans dans le cas d'un honours degree. Dans les quatre universités anciennes d'Écosse, les études du premier cycle conduisent à une Master of Arts ou un Bachelor of Science suivant les sujets étudiés. La maîtrise ès Arts délivrée par ces universités n'est pas un diplôme post-grade, son appellation est un héritage de la Faculté des arts du Moyen Âge. Enfin, le premier cycle peut également mener en cinq ans à un master's degree in science, en abrégé MSci, à ne pas confondre avec le master's degree of science en abrégé MSc.

### RussieetCEI
La Russie a adopté le système LMD. L’équivalent de la licence est le diplômé de bakalavr (бакалавр) est délivré généralement après quatre années d'études supérieures, que les étudiants commencent à 17 ans.

### Slovaquie
Le diplôme de « Bakalár » (Bc.) correspond à un grade universitaire de fin de premier cycle (obtenu en trois ans - exceptionnellement quatre) après l'entrée dans l'enseignement supérieur, délivré par une université ou un autre établissement d'enseignement supérieur habilité.

### Suède
Depuis l’entrée de la Suède dans le processus de Bologne en 2007, la quasi-totalité des cursus suit le schéma européen. Le diplôme de niveau licence est le kandidatexamen. La Suède a cependant conservé le diplôme intermédiaire : högskoleexamen (bac+2).
Il ne faut pas les confondre avec un diplôme intermédiaire du doctorat nommé « licenciat ».

### Suisse
Le baccalauréat universitaire (aussi connu sous le nom de bachelor) est un grade terminant un premier cycle d'études supérieures d'une durée de trois ans. Les anciens titres (licence ou demi-licence) sont remplacés respectivement par la maîtrise (master) et par le baccalauréat universitaire (bachelor), à la suite du processus de Bologne.
En Suisse, la licence (Lizenziat en allemand) est un diplôme de l'enseignement supérieur universitaire de second cycle, décerné après la réussite d'un cycle de quatre ans en moyenne pour la plupart des orientations. Ce titre fait suite à la demi-licence ou certificat propédeutique, obtenue après une moyenne d'environ deux ans, mais qui n'est pas un grade universitaire final et reconnu dans le monde du travail. La licence suisse vaut 240 crédits ECTS. La réussite du cycle Licence est un préalable pour suivre les études approfondies, DEA, cycle court en un an ou pour s'inscrire directement en doctorat (cycle long, minimum en deux ans). La licence est progressivement remplacée par le bachelor (baccalauréat universitaire), qui dure trois ans, et le DEA est remplacé par le master de 90-120 ECTS et qui dure entre 1,5 et 2 ans, à la suite du processus de Bologne. En 2006, la Conférence universitaire suisse (CUS) a fait autorité en décidant que « Même sans certificat d'équivalence, les titulaires d'une licence ou d'un diplôme sont autorisés à porter le titre de master », tout en précisant que les deux termes n'auront pas le droit d'être portés simultanément, afin d'éviter que la réforme de Bologne ne soit une source de discrimination à l'égard des diplômés issus des « anciennes » filières d'études de licence et de diplôme.

### Tchéquie
Le diplôme de « Bakalář » (Bc.) correspond à un grade universitaire de fin de premier cycle (obtenu en trois ans - exceptionnellement quatre) après l'entrée dans l'enseignement supérieur, délivré par une université ou un autre établissement d'enseignement supérieur habilité.